# Ileanna Simancas
Ileanna Simancas (Caracas, Venezuela, 7 de septiembre de 1976) es una actriz y directora teatral venezolana. Ileana ha actuado en telenovelas, tanto de Venezuela como de otros países, tales como Caribe (1990), María Celina (1998) y Ser bonita no basta (2005). También fue productora de contenido de la cadena Telemundo y ha escrito guiones de películas y de obras teatrales.

## Biografía
Ileanna Simancas estudió periodismo Universidad Jorge Tadeo Lozano y deseaba ser corresponsal de guerra. Tuvo un breve paso en el ejército estadounidense, pero posteriormente se dedicó a la actuación. Ileanna fue productora de "Ricas y Famosas Latinas", de la cadena Estrella TV, productora de contenido de la cadena Telemundo. Como productora de contenido, creó piezas para eventos con la participación de actores del canal de televisión, incluyendo una producción de nueve minutos para El Mes del Orgullo Gay protagonizado por actores, ejecutivos y presentadores tales como Leti Coo, Ana María Canseco, Richard Borjas, Adamari López, Camilo Montoya, Rashel Díaz y Catherine Siachoque, entre otros.
También ha escrito guiones para películas y para obras de teatro, incluyendo "De par en par", que cumpló con una temporada en Madrid. En España pudo conocer sobre el concepto del micro-teatro, que incluye obras tan cortas como 15 minutos y con tan poca audiencia como veinte personas. Ileanna llevó el concepto a Miami y más adelante a Los Ángeles. Como directora teatral, ha producido “Pop Up Theatre”, o "Teatro Breve", y creado el espacio teatral conocido como "Lilith’s Corner". El movimiento contó con el apoyo de figuras como Kimberly Dos Ramos, Wanda d’Isidoro, Mimí Lazo y Patricia de León. En 2016 estrenó la obra “Cuál es el escándalo”, un monólogo bilingüe con guion escrito por Eliana López basado en hechos reales y en la vida de la esposa del sheriff de San Francisco, Ross Mirkarimi.

## Filmografía
- Ser bonita no basta (2005, serie de televisión)
- La mujer de mi vida (1998, serie de televisión)
- María Celina (1998, serie de televisión)
- O todos en la cama (1994, serie de televisión)
- Caribe (1990, serie de televisión)

## Vida personal
Los padres de Ileanna son Jean Carlo Simancas y Martha Mijares, quienes también son actores. Vivió por cuatro años en España y ha sido pareja de la modelo y actriz Patricia Velásquez.